# Highland Springs (Virginie)
Highland Springs est une census-designated place située dans le comté de Henrico, dans l’État de Virginie, aux États-Unis. Lors du recensement de 2020, elle comptait 16 604 habitants.